# Hilarión Daza

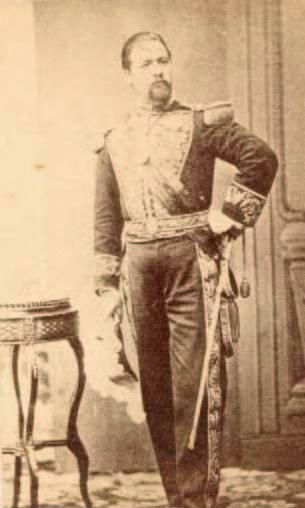
Hilarión Grosolé Daza

Hilarión Grosolé Daza (* 14. Januar 1840 in Sucre; † 27. Februar 1894 in Uyuni) war ein bolivianischer General und Politiker. Von 1876 bis 1879 amtierte er als Staatspräsident.

## Leben und Wirken
Daza, der unter Präsident Tomás Frías Ametller zum Kriegsminister und Armeegeneral ernannt worden war, putschte am 4. Mai 1876 gegen diesen und kam so selbst an die Macht. Um den maroden Staatshaushalt zu sanieren, belegte er den Salpeter-Export 1879 mit hohen Steuern, was wiederum Unmut bei den chilenischen Exporteuren verursachte. Chile sah dies als Bruch der 1874 geschlossenen Grenzverträge an, was zum Salpeterkrieg führte. Da er die Besetzung der Salpertergebiete nicht verhindern konnte, wurde Daza am 28. Dezember 1879 abgesetzt, er ging daraufhin für mehrere Jahre ins Exil nach Frankreich. Im Friedensschluss von 1884 musste Bolivien seinen Pazifikzugang über Antofagasta mit der Provinz Atacama an Chile abgeben.
Daza wurde am 27. Februar 1894 im Bahnhof von Uyuni ermordet.